# Lista över verk av Gustave Courbet

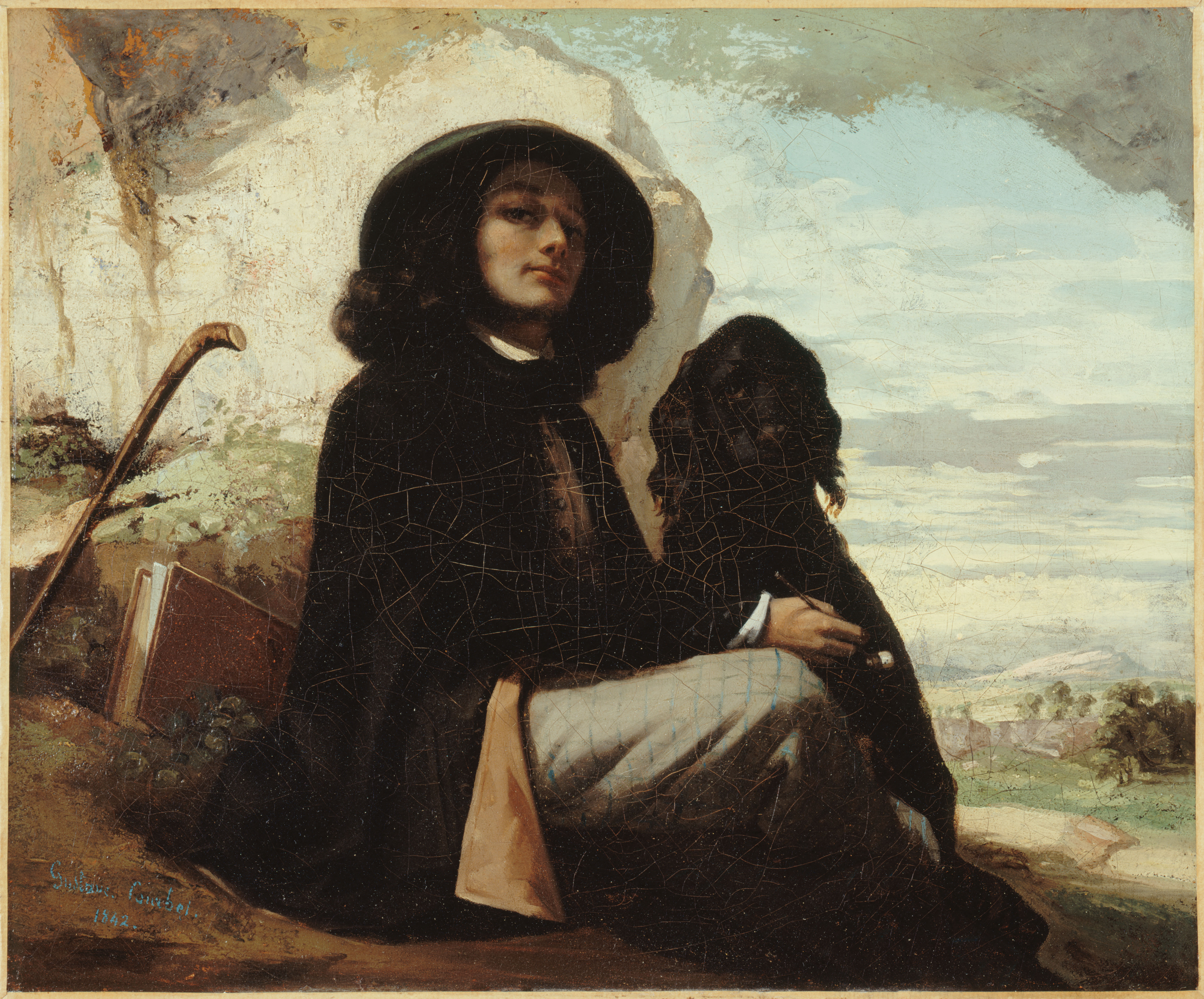
Självporträtt med svart hund 1841.

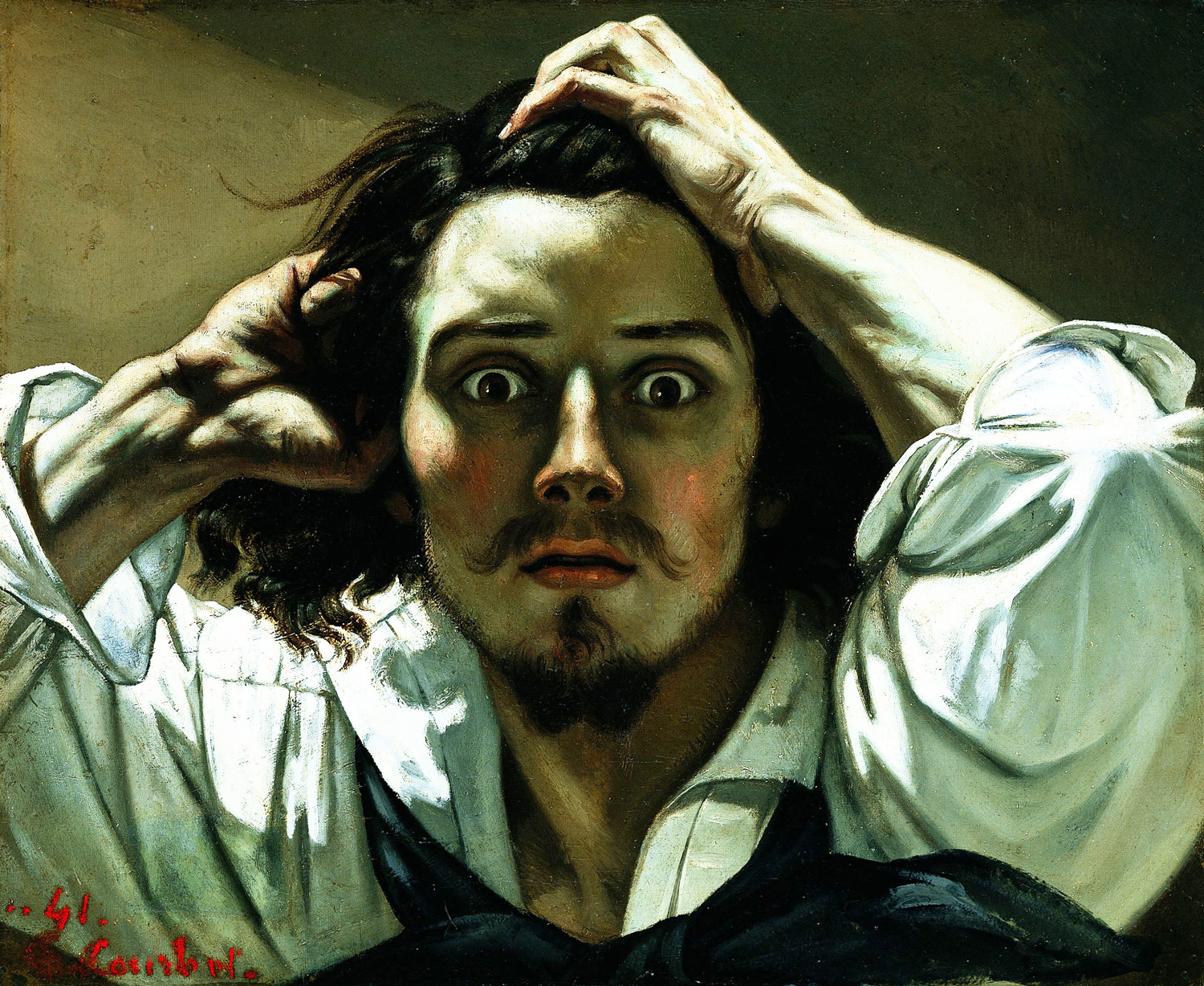
Den förtvivlade 1843–45.

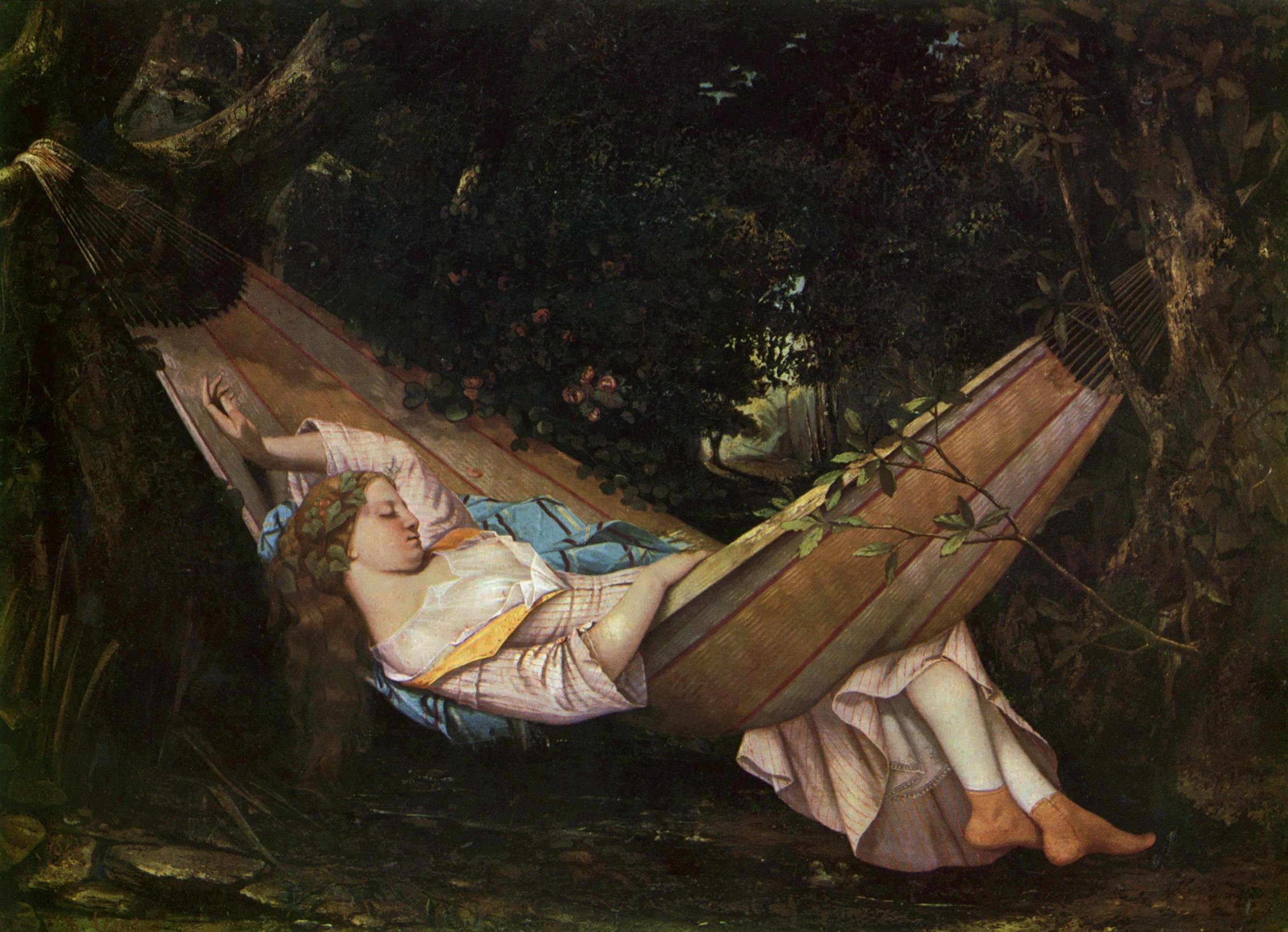
Hängmattan 1844.

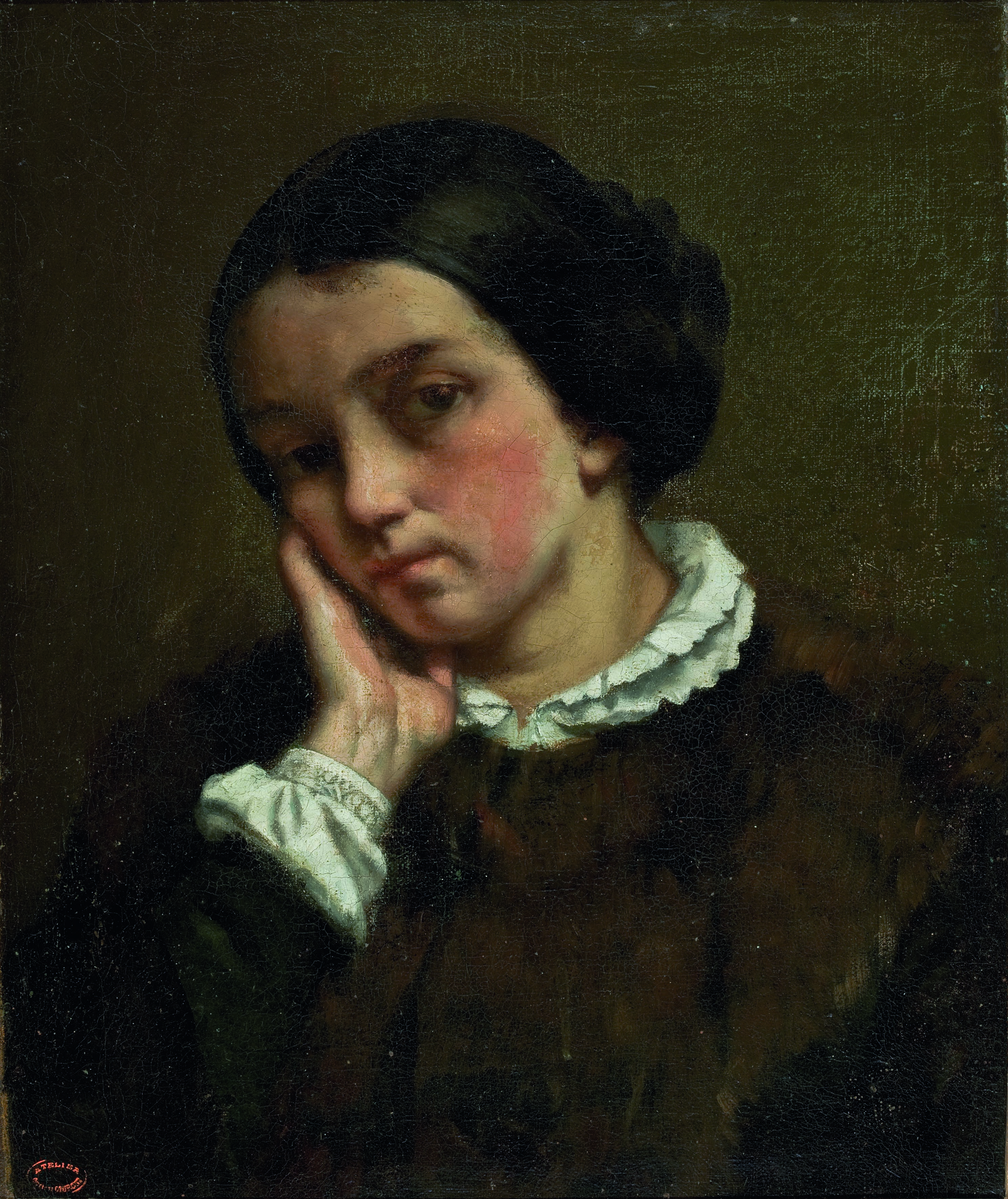
Zélie Courbet 1847.

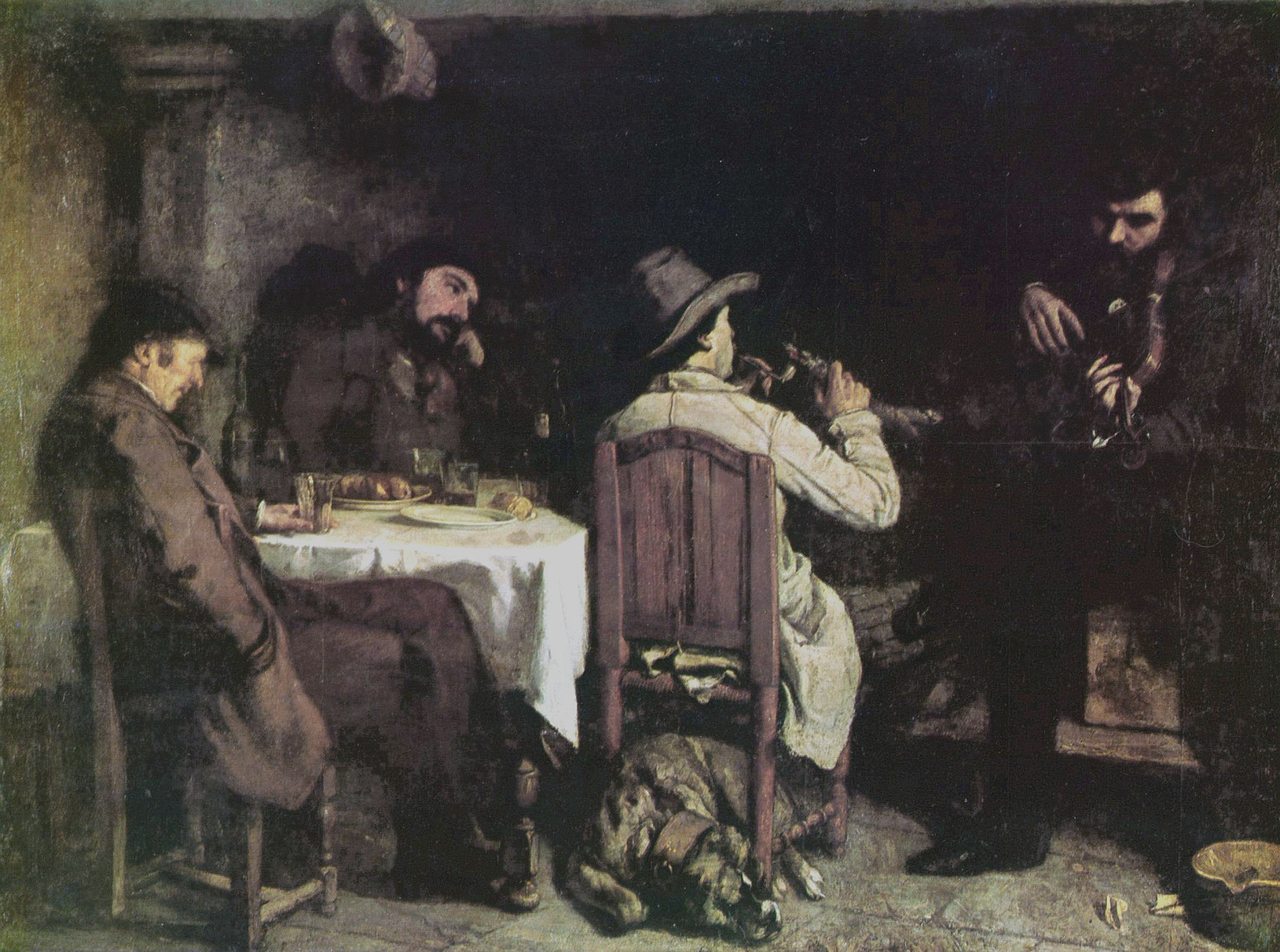
Eftermiddag i Ornans 1849.

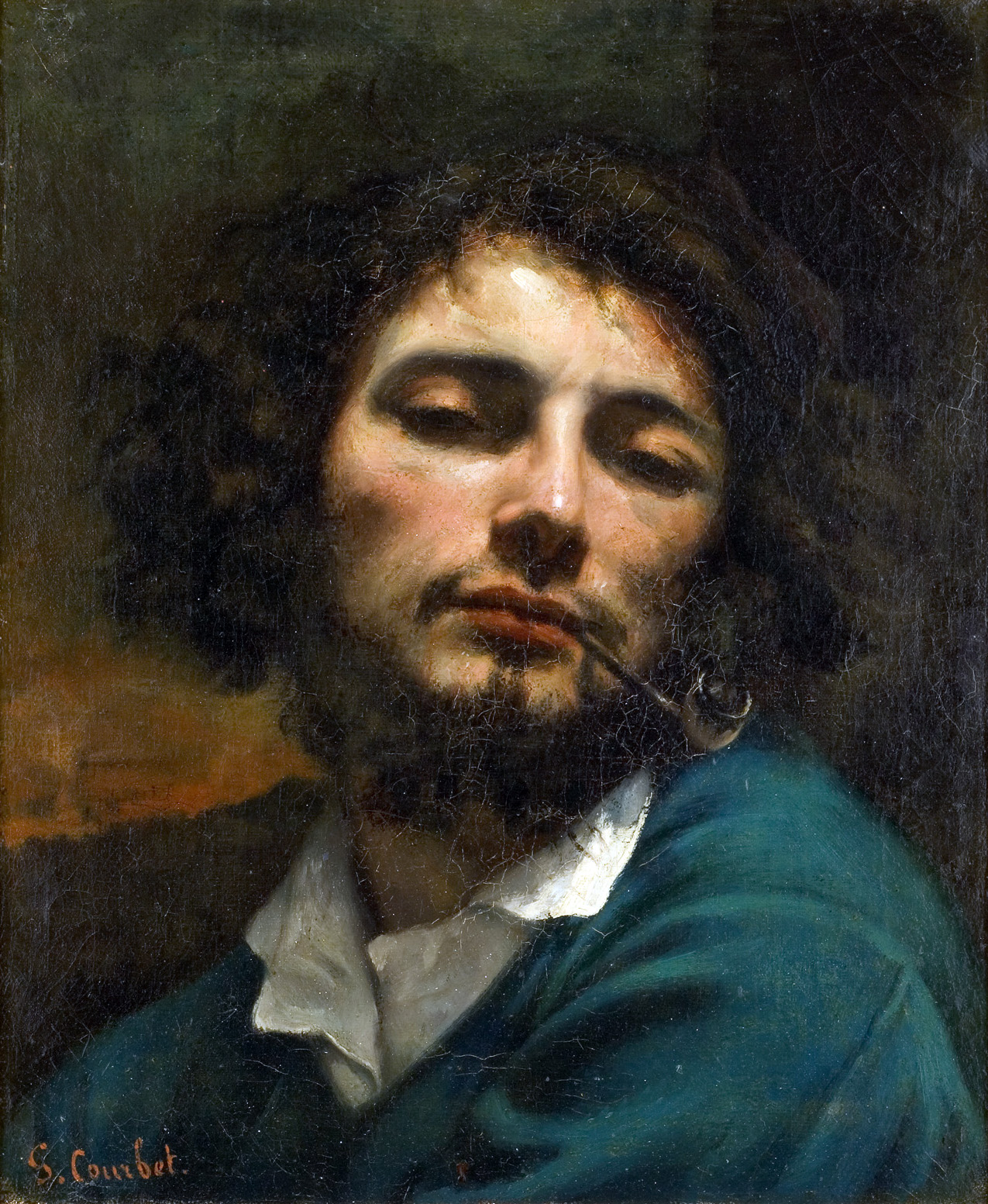
Mannen med pipan, självporträtt 1849.

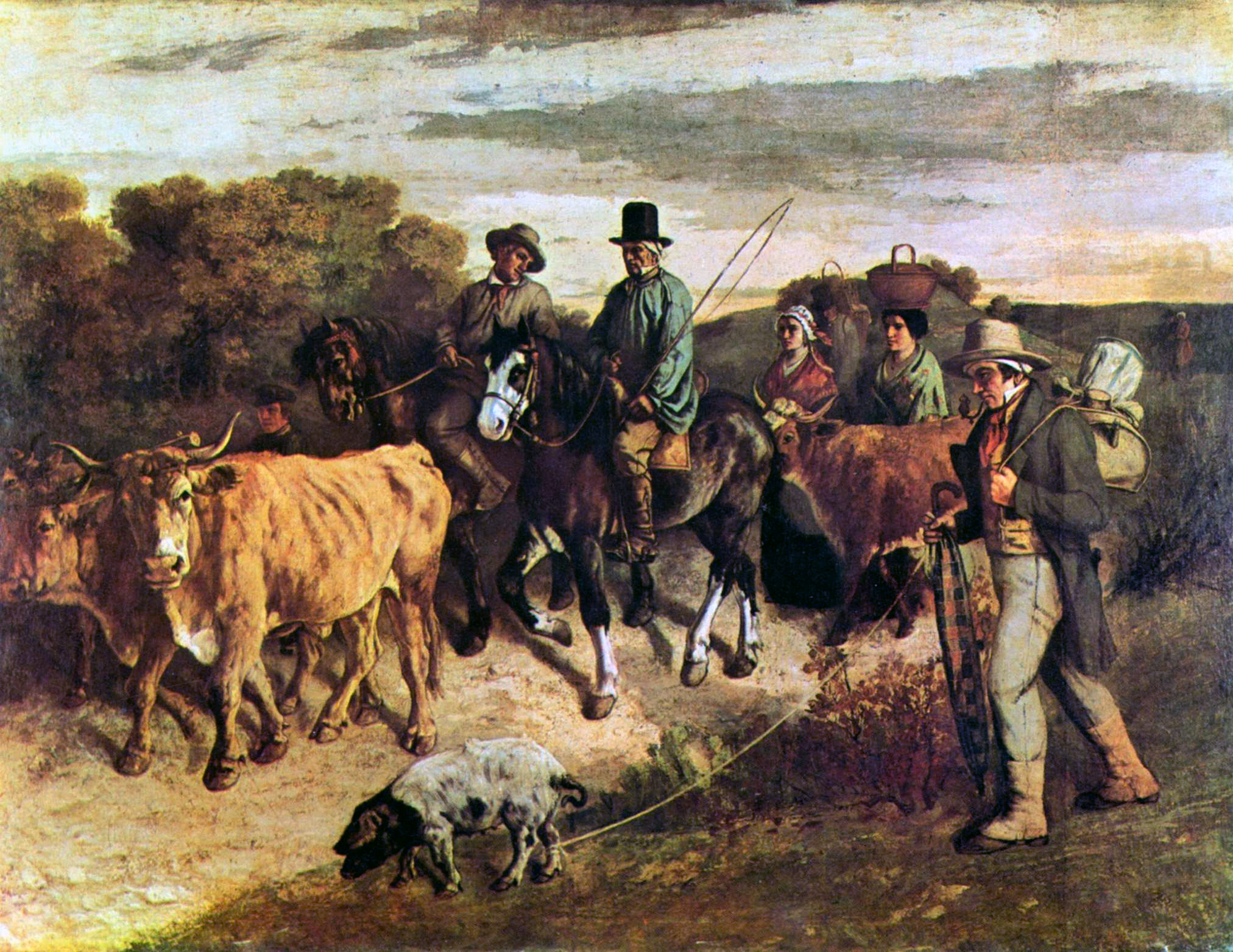
Bönderna från Flagey på väg till marknaden 1850.

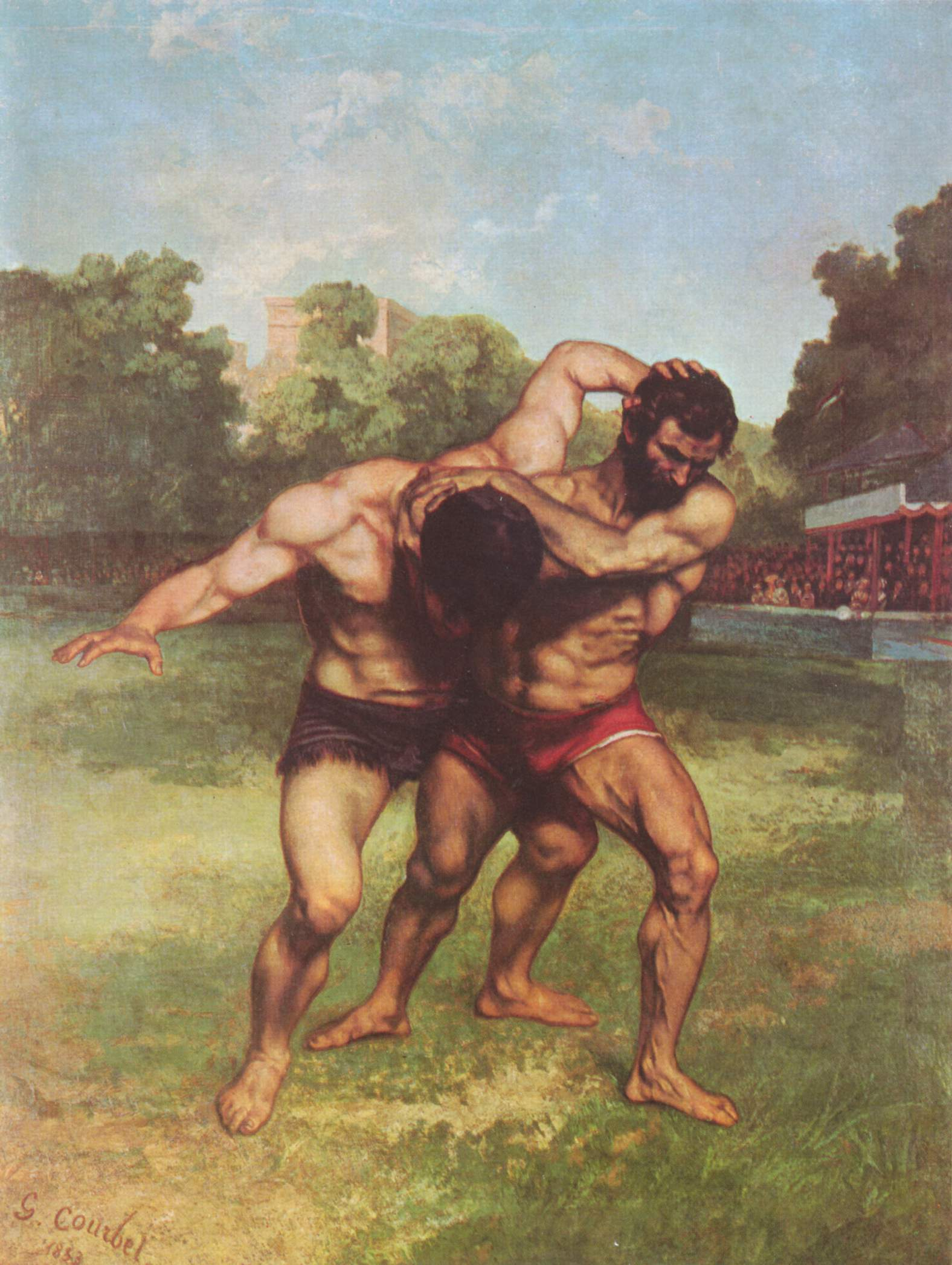
Kämparna 1853.

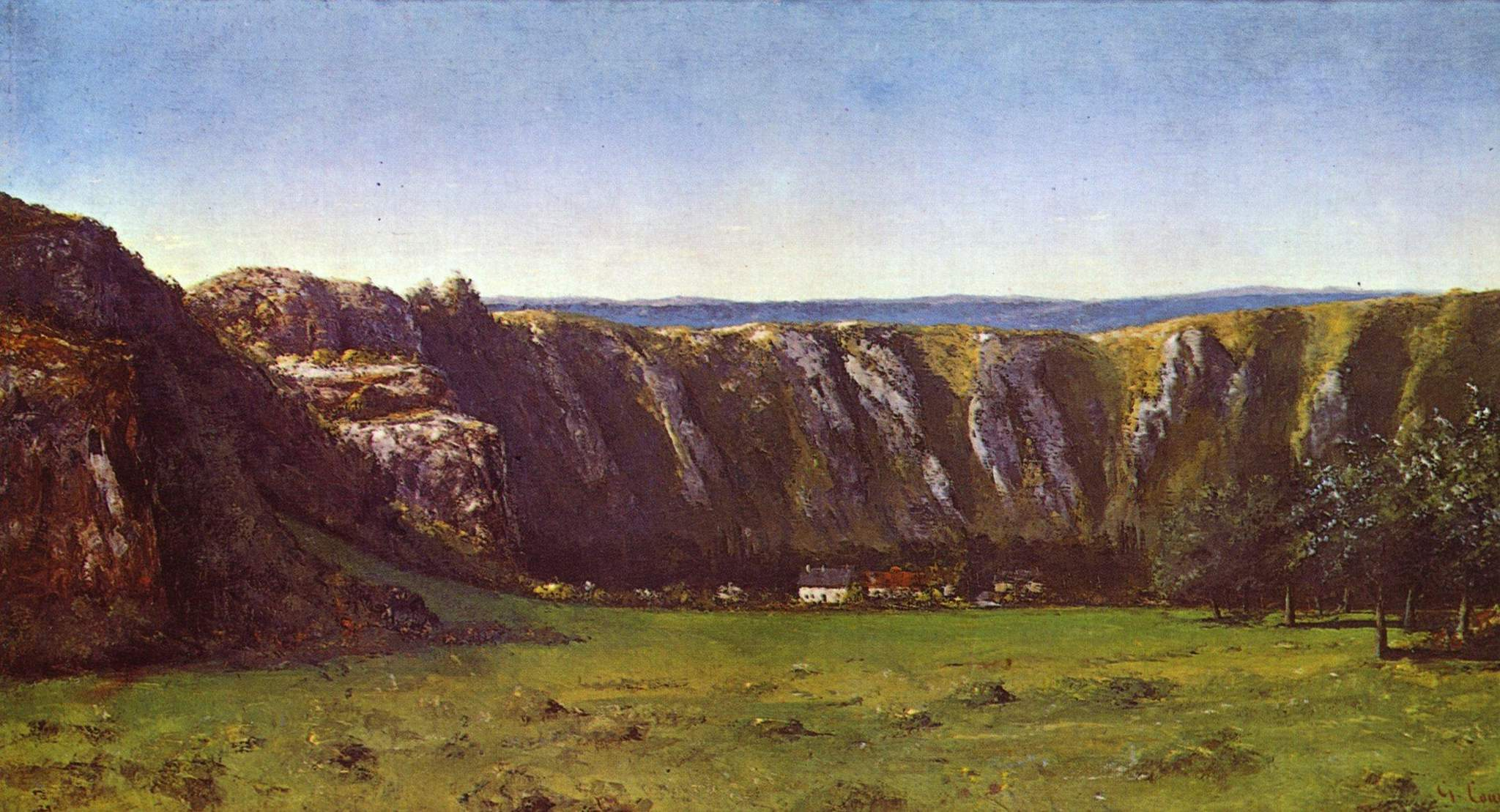
Klippan klockan tio vid Ornans 1855.

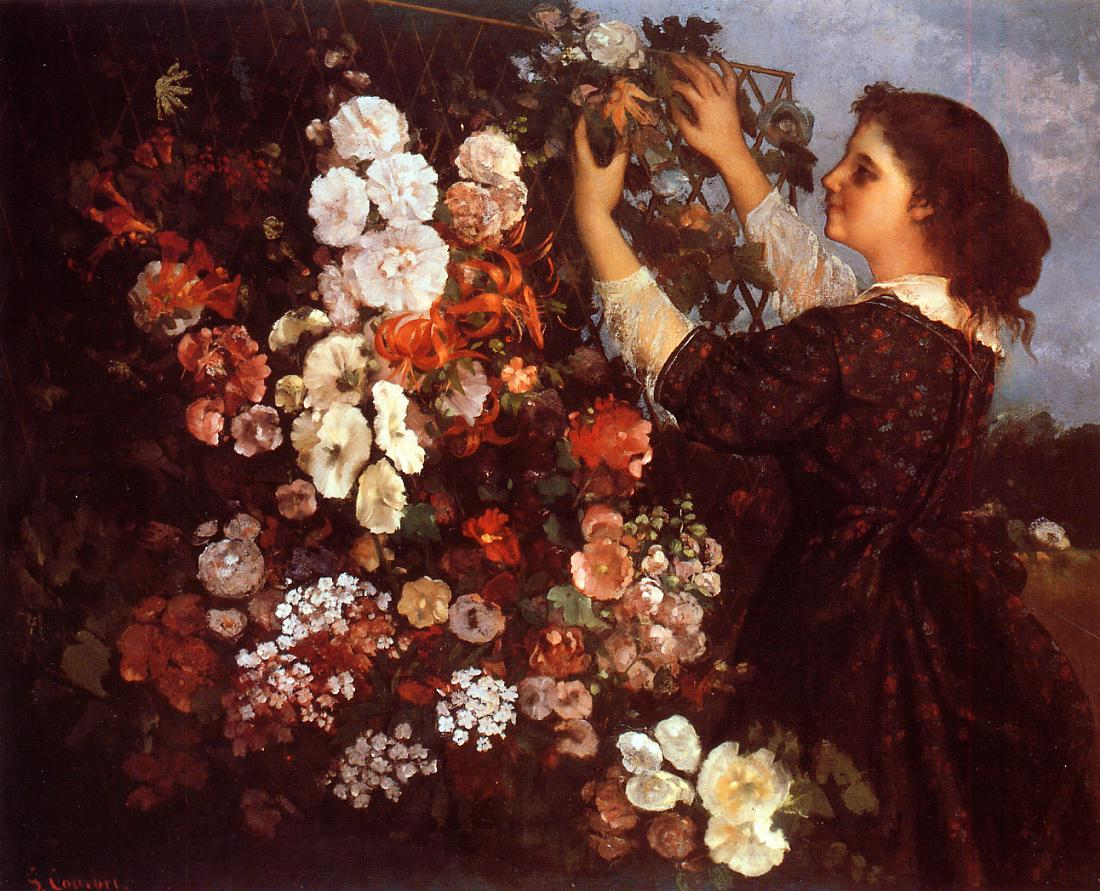
Ung kvinna som arrangerar blommor 1862.

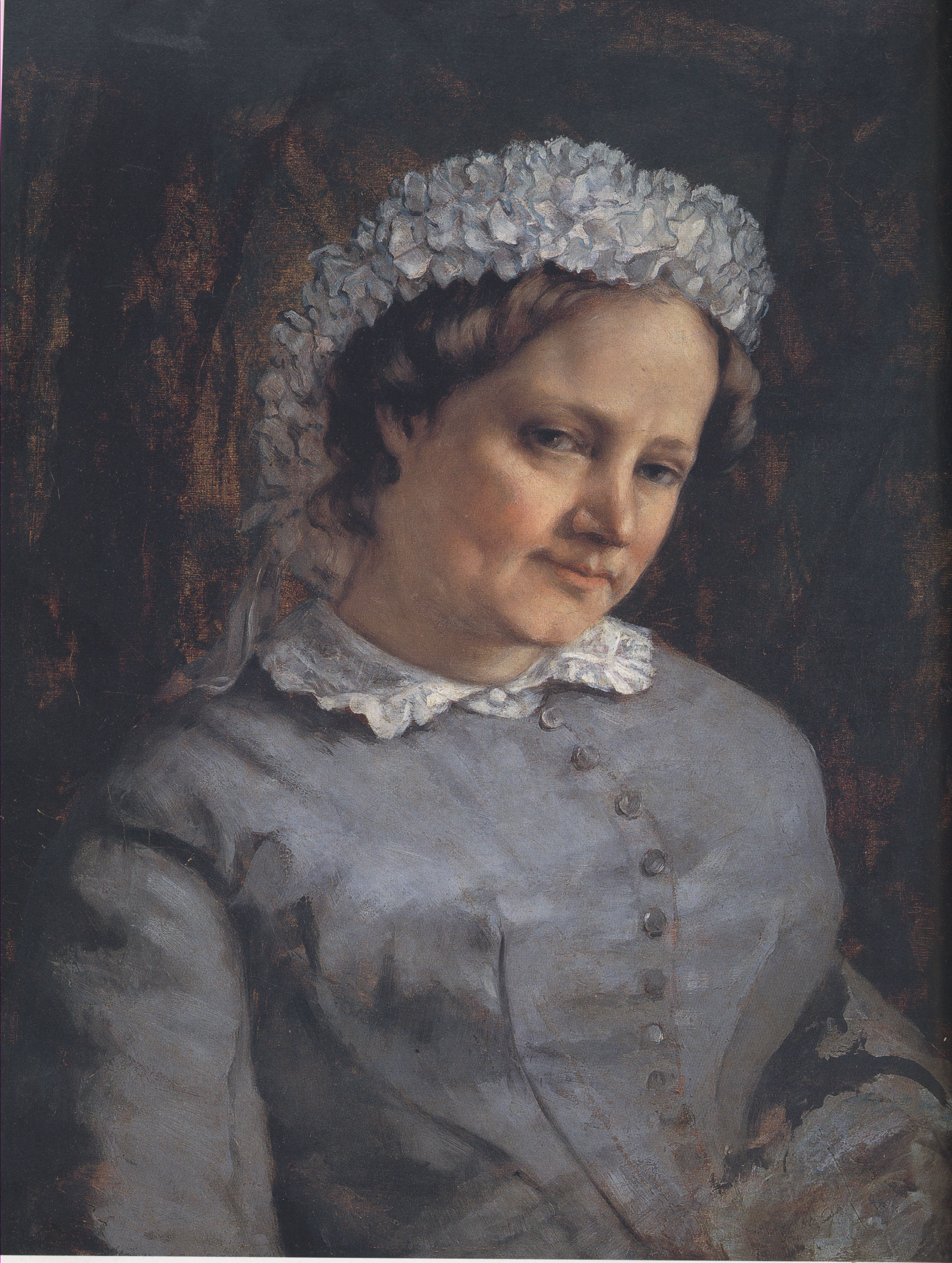
Madame Proudhon 1865.

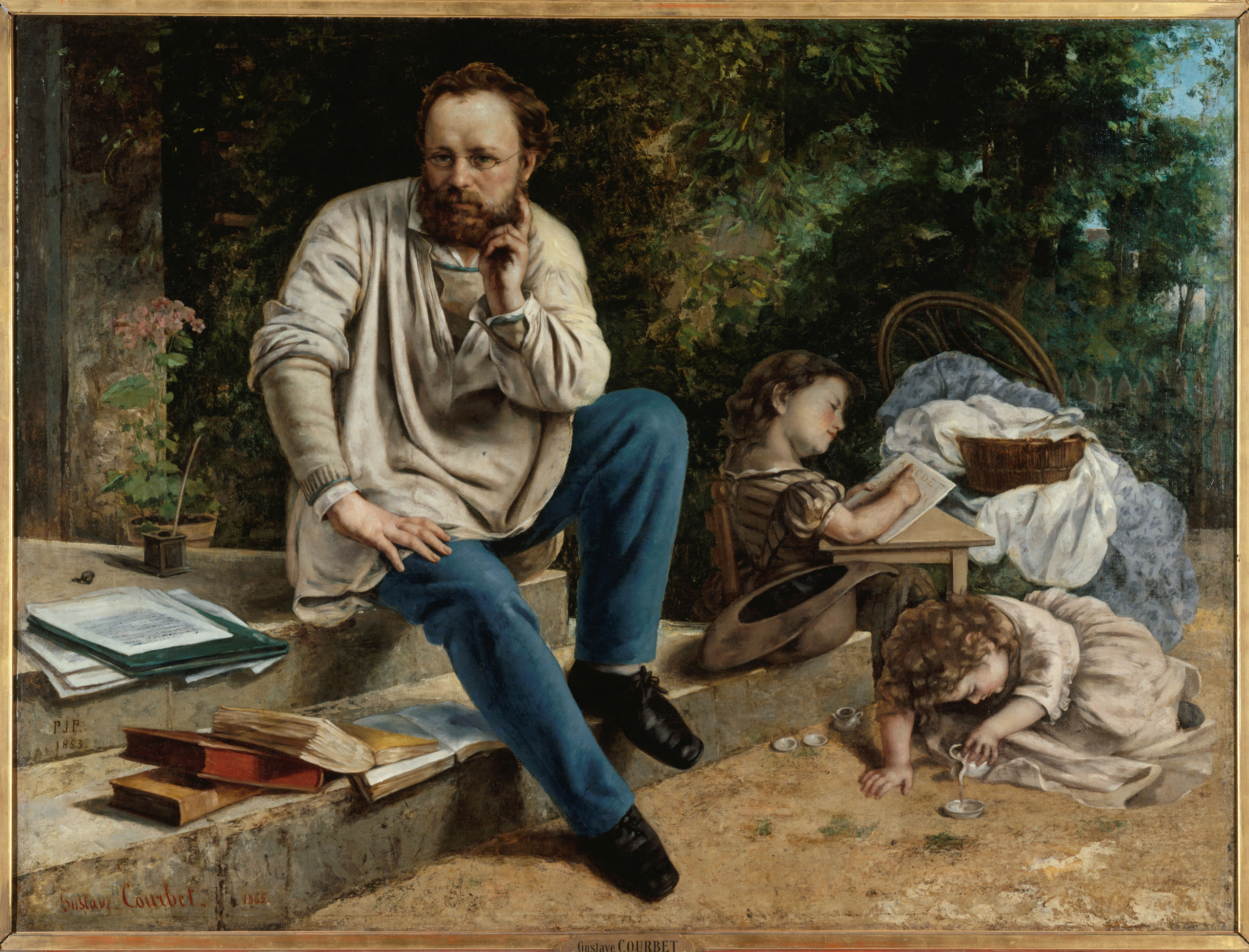
Proudhon och hans barn 1865.

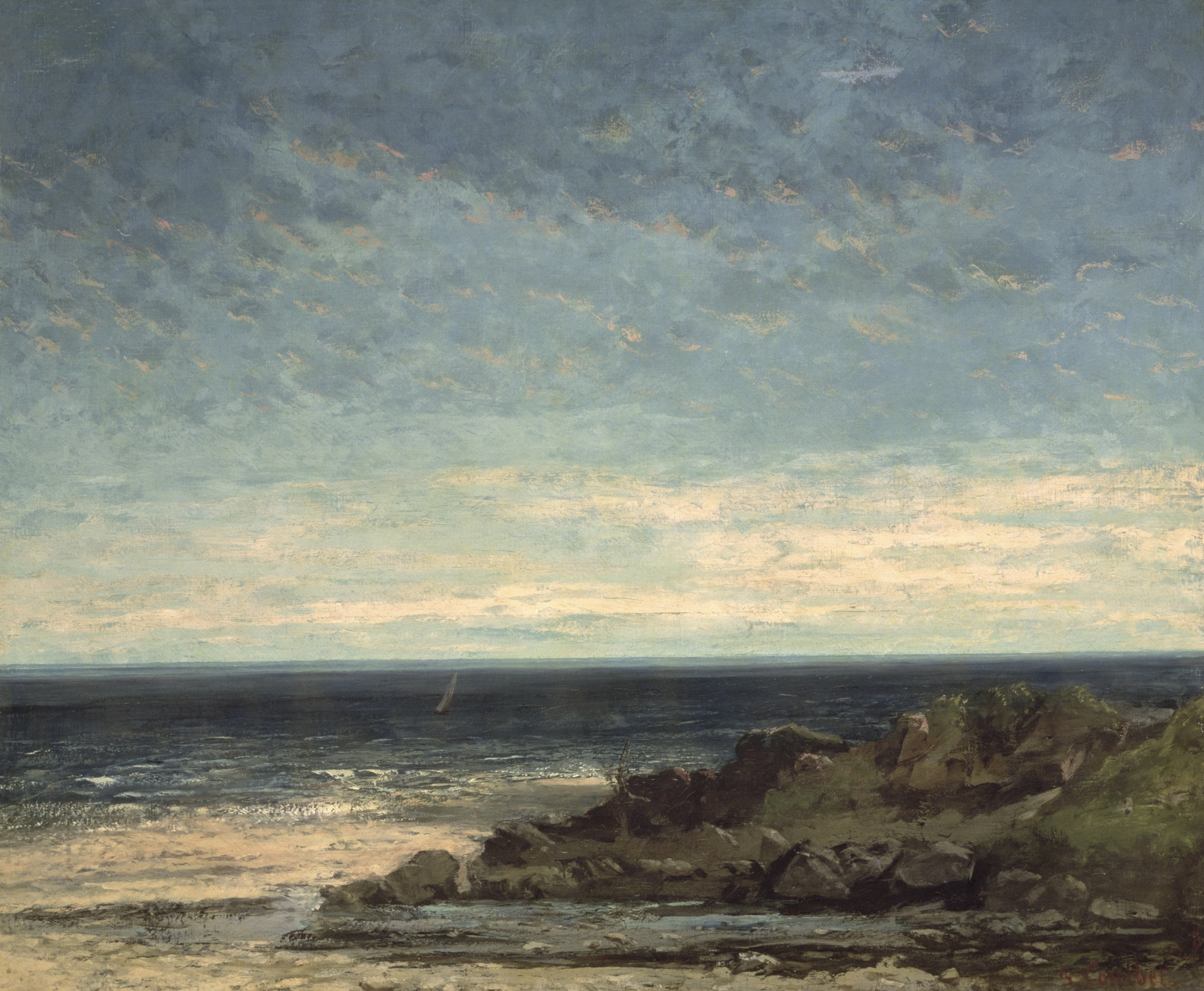
Kust i Normandie 1867.

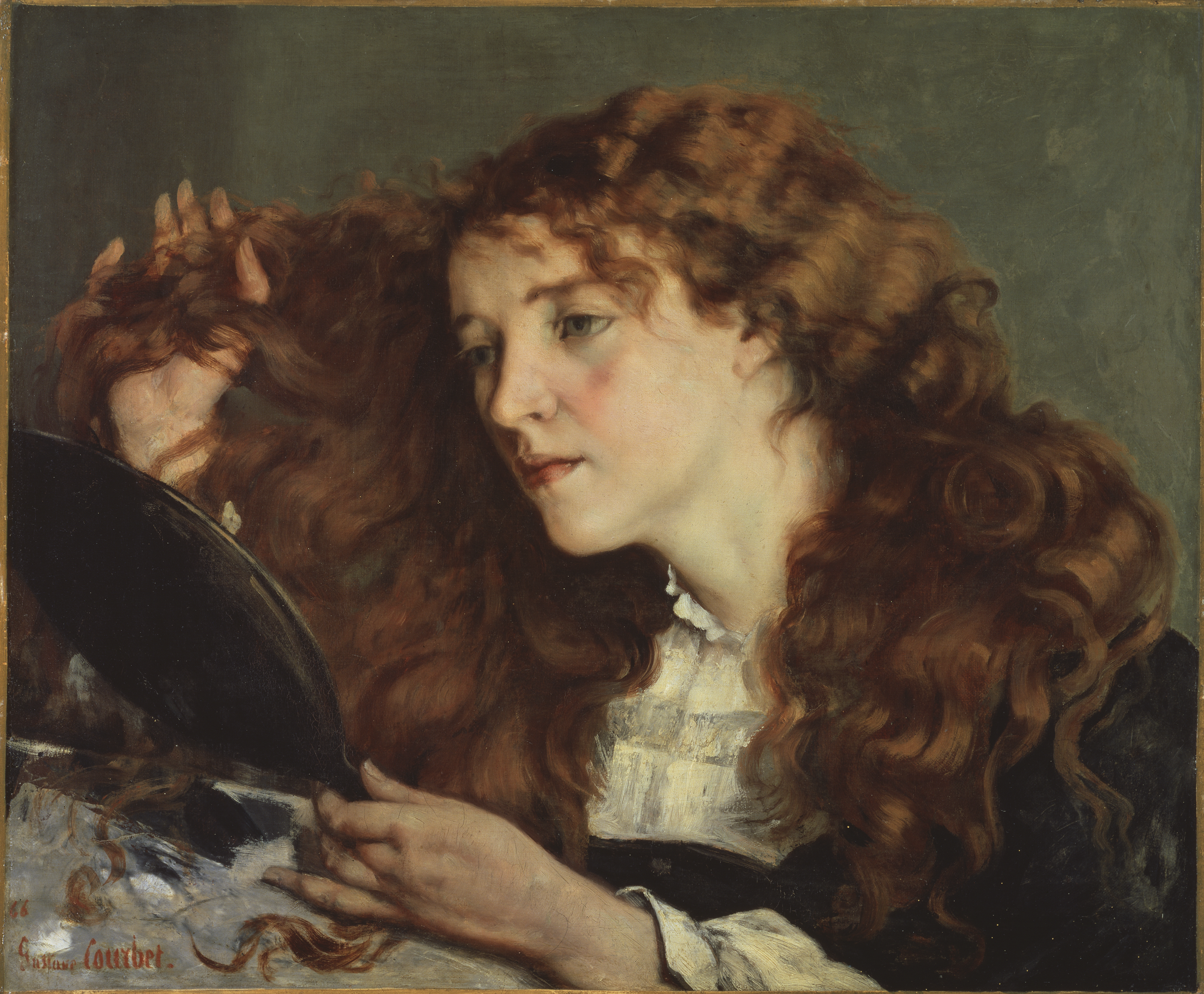
Jo, den vackra irländskan, 1868, Nationalmuseum i Stockholm.

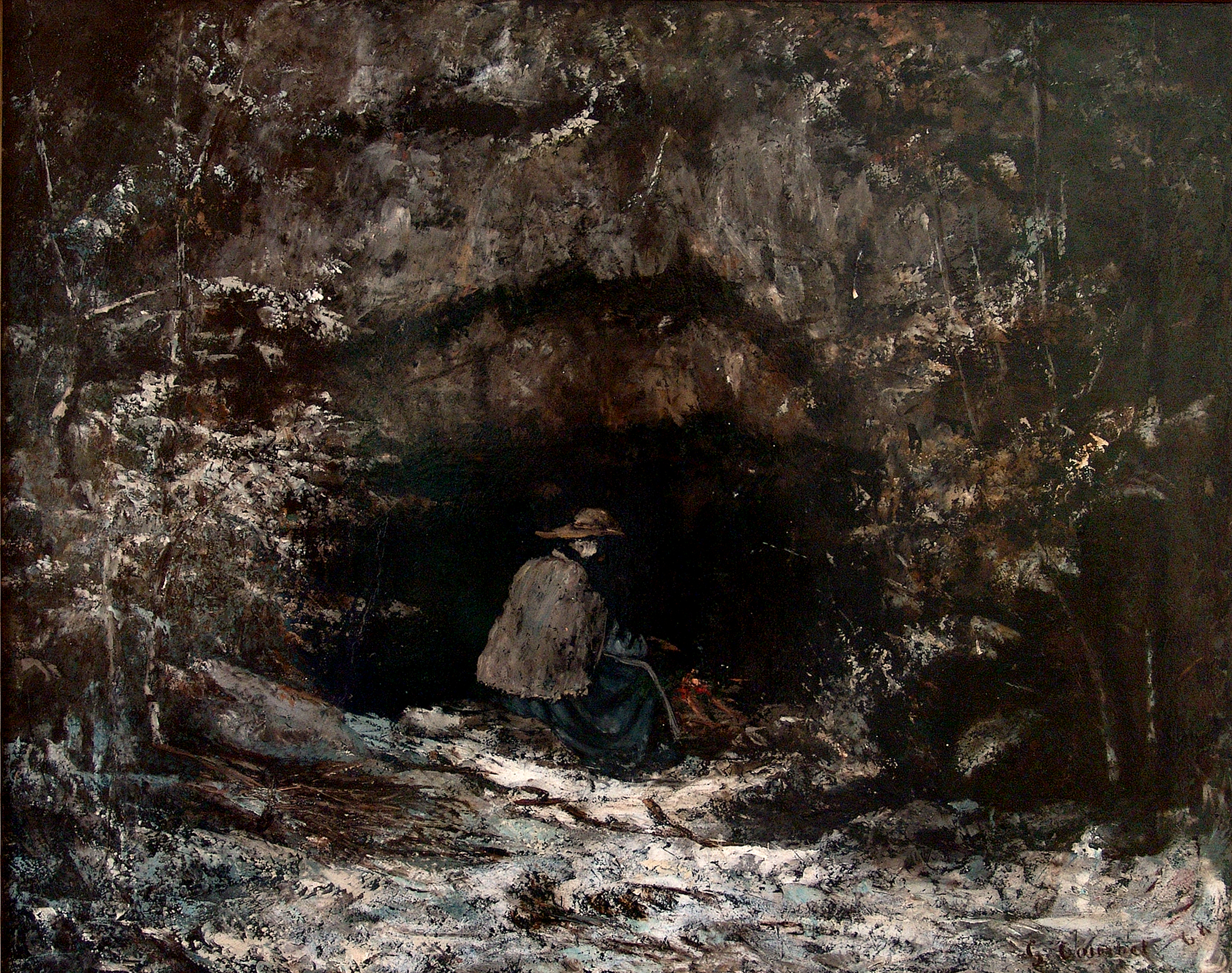
Vinter 1868.

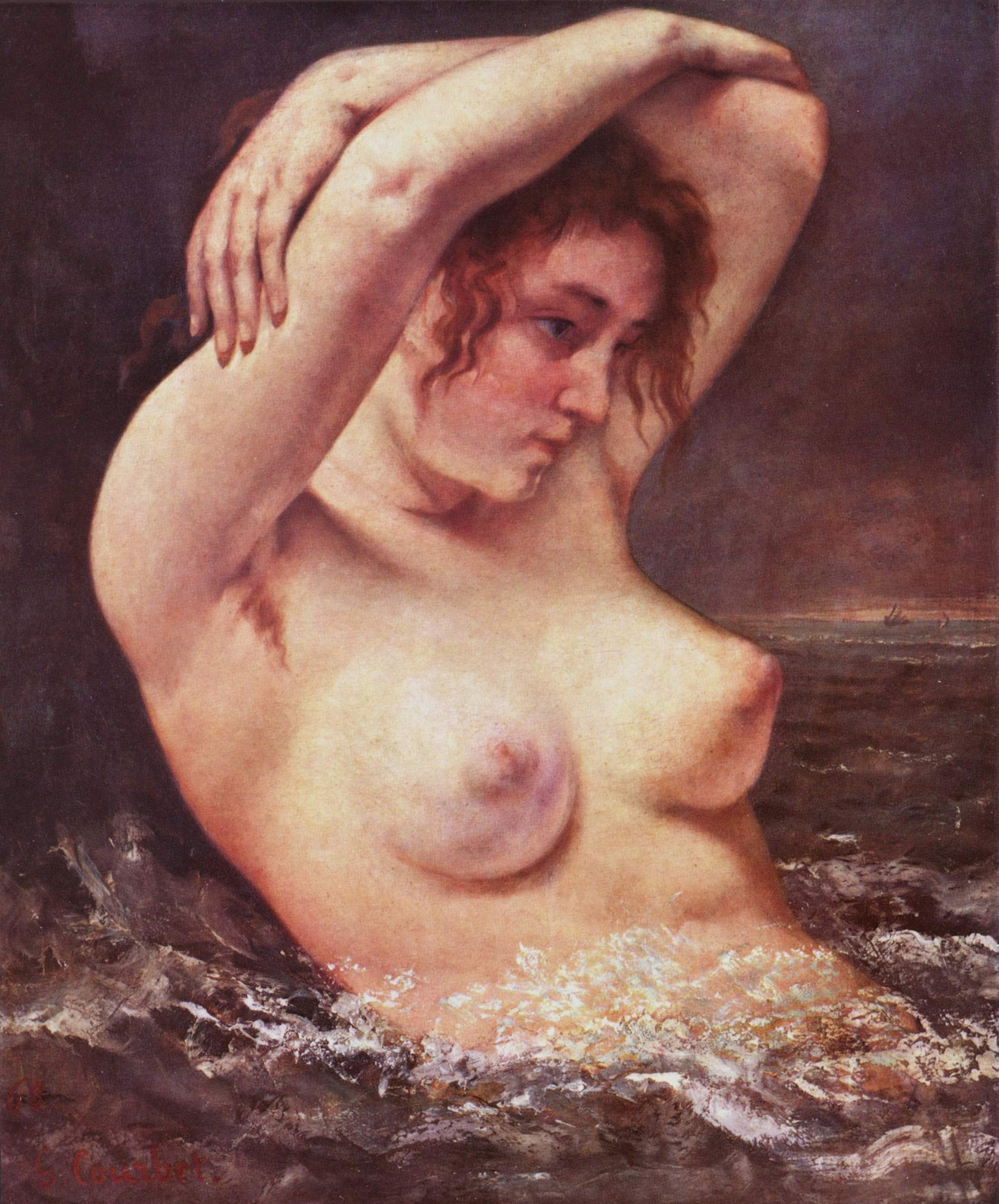
Kvinnan i böljorna 1868.

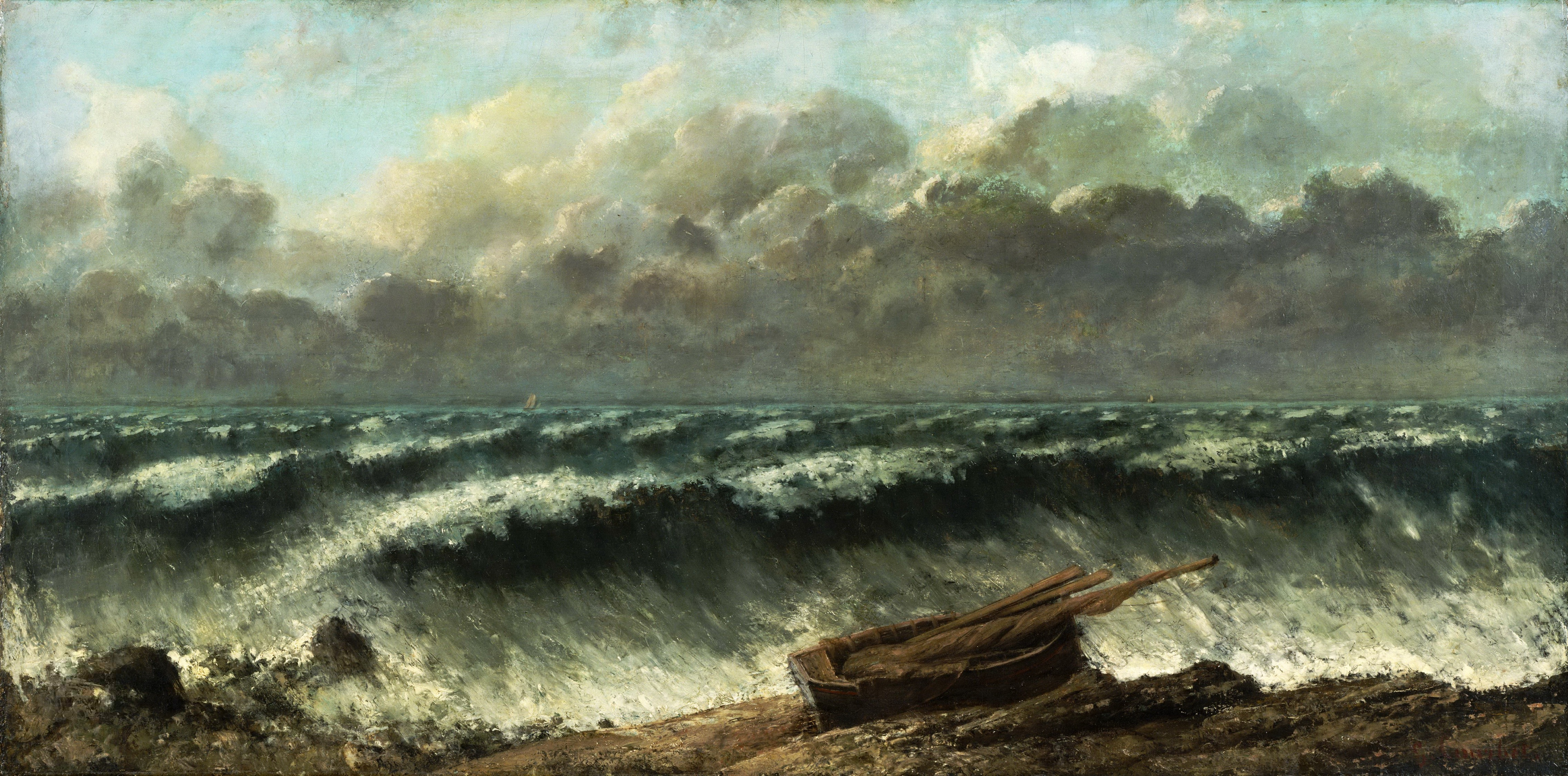
Vågorna 1869.

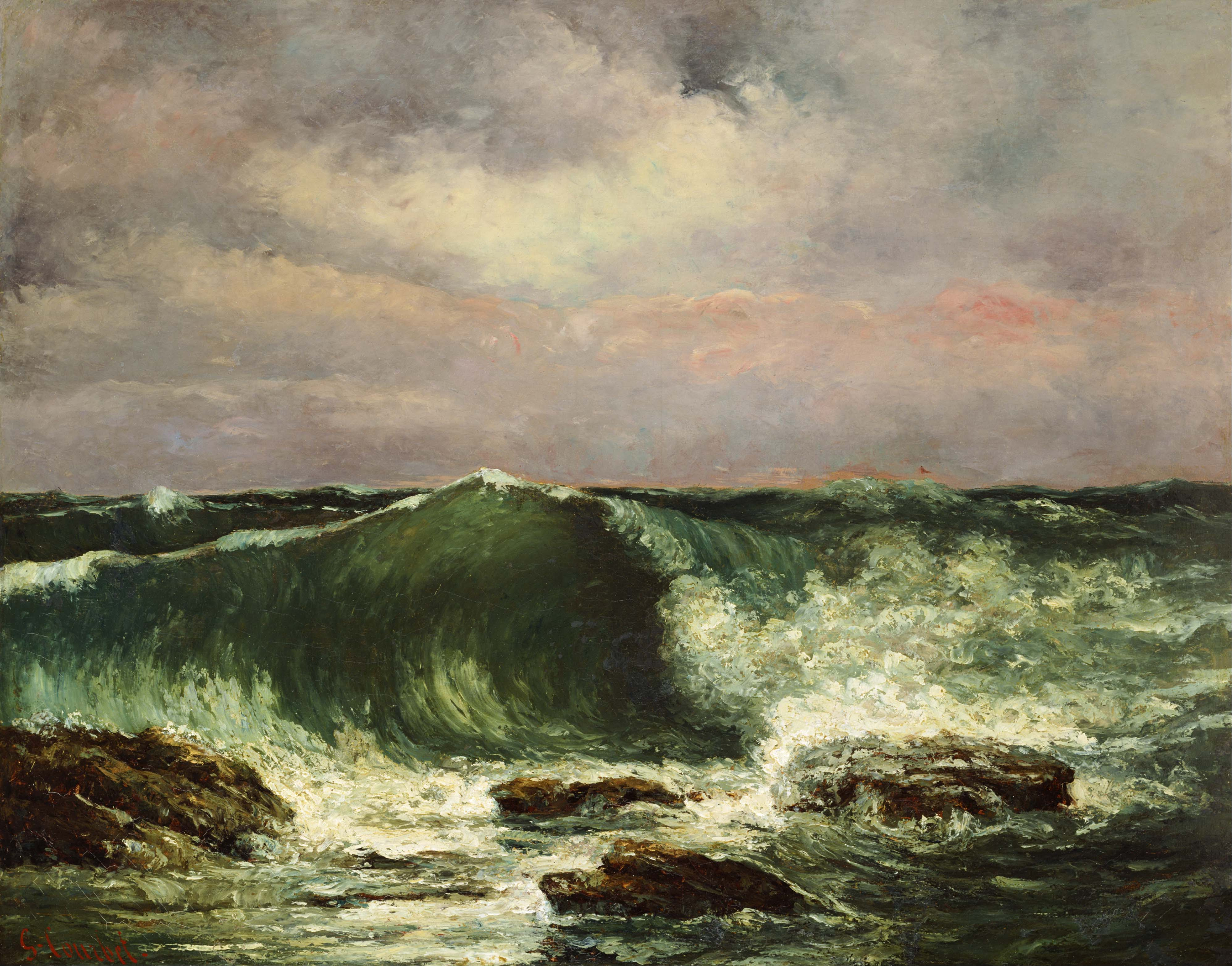
Böljan 1869.

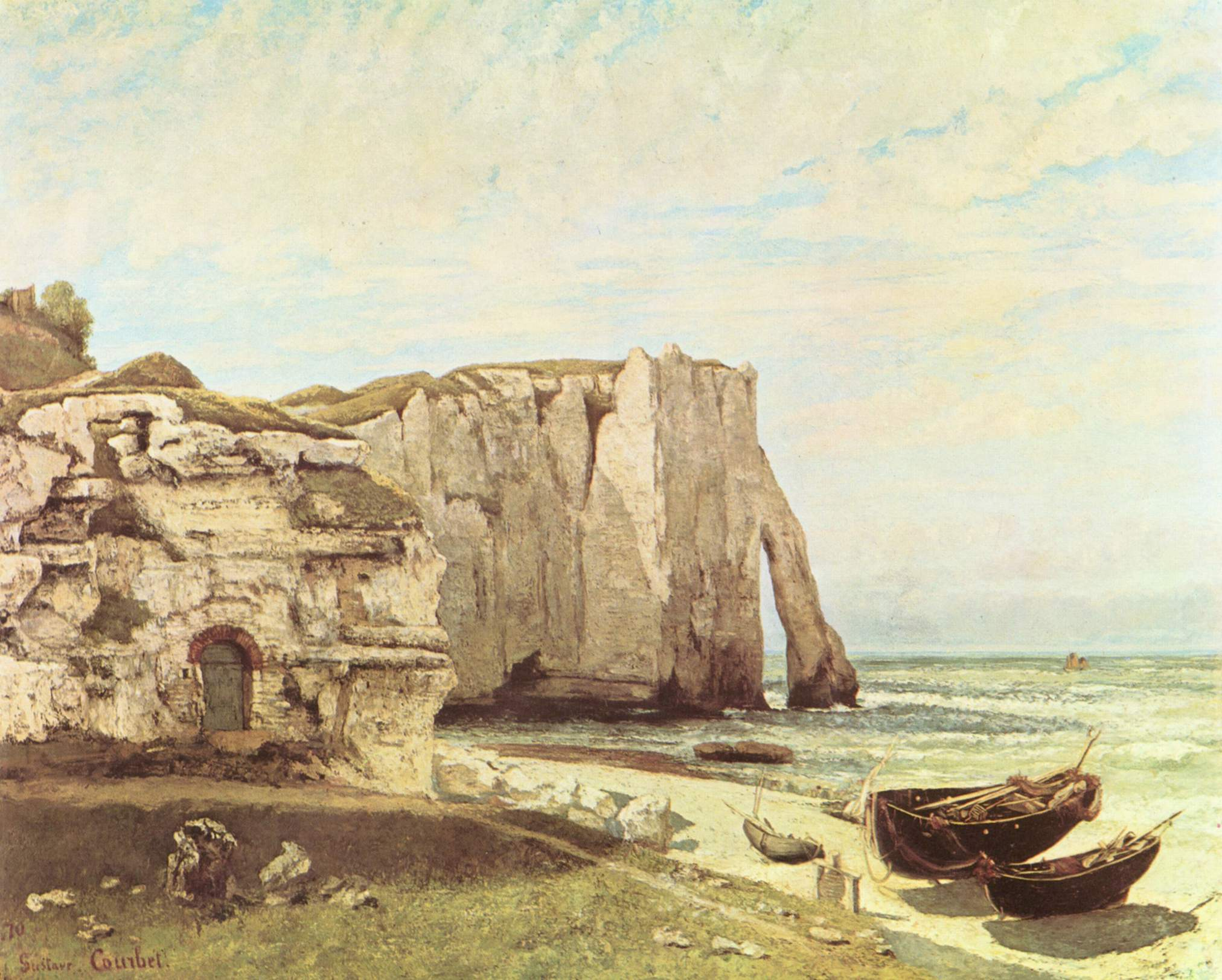
Klippa vid Éntretat 1870.

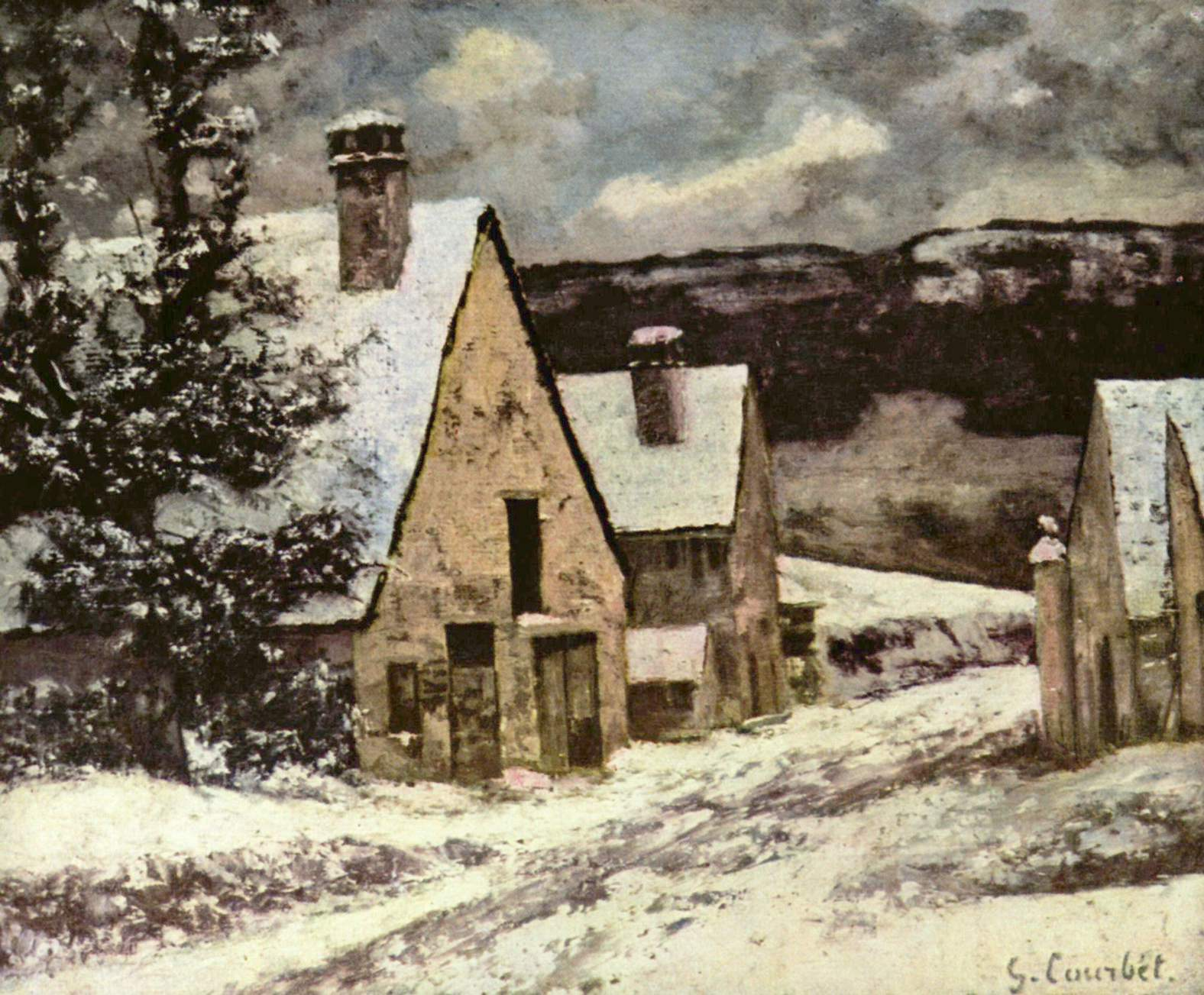
Dorfausgang vintertid 1865–70.

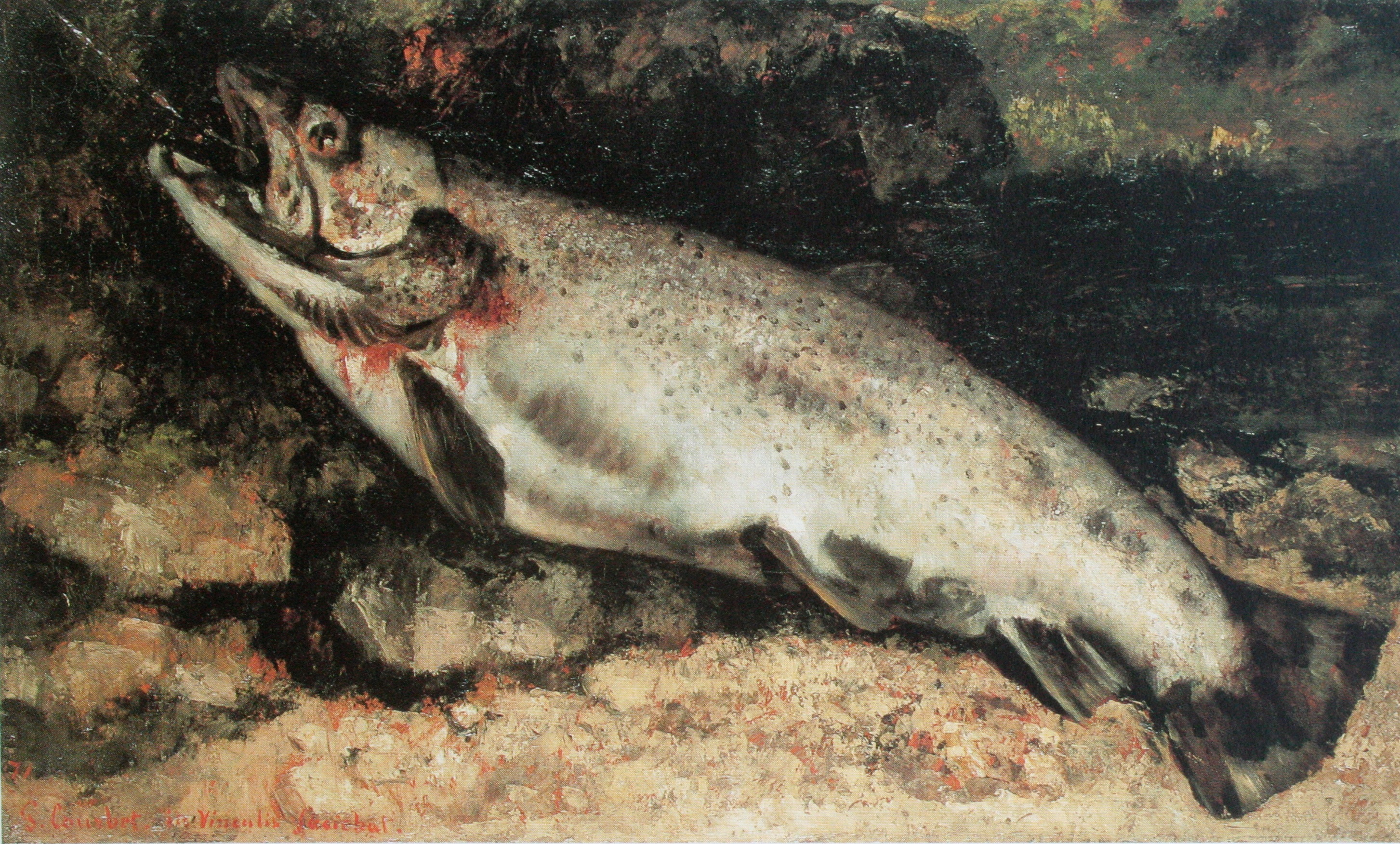
Forellen 1871.

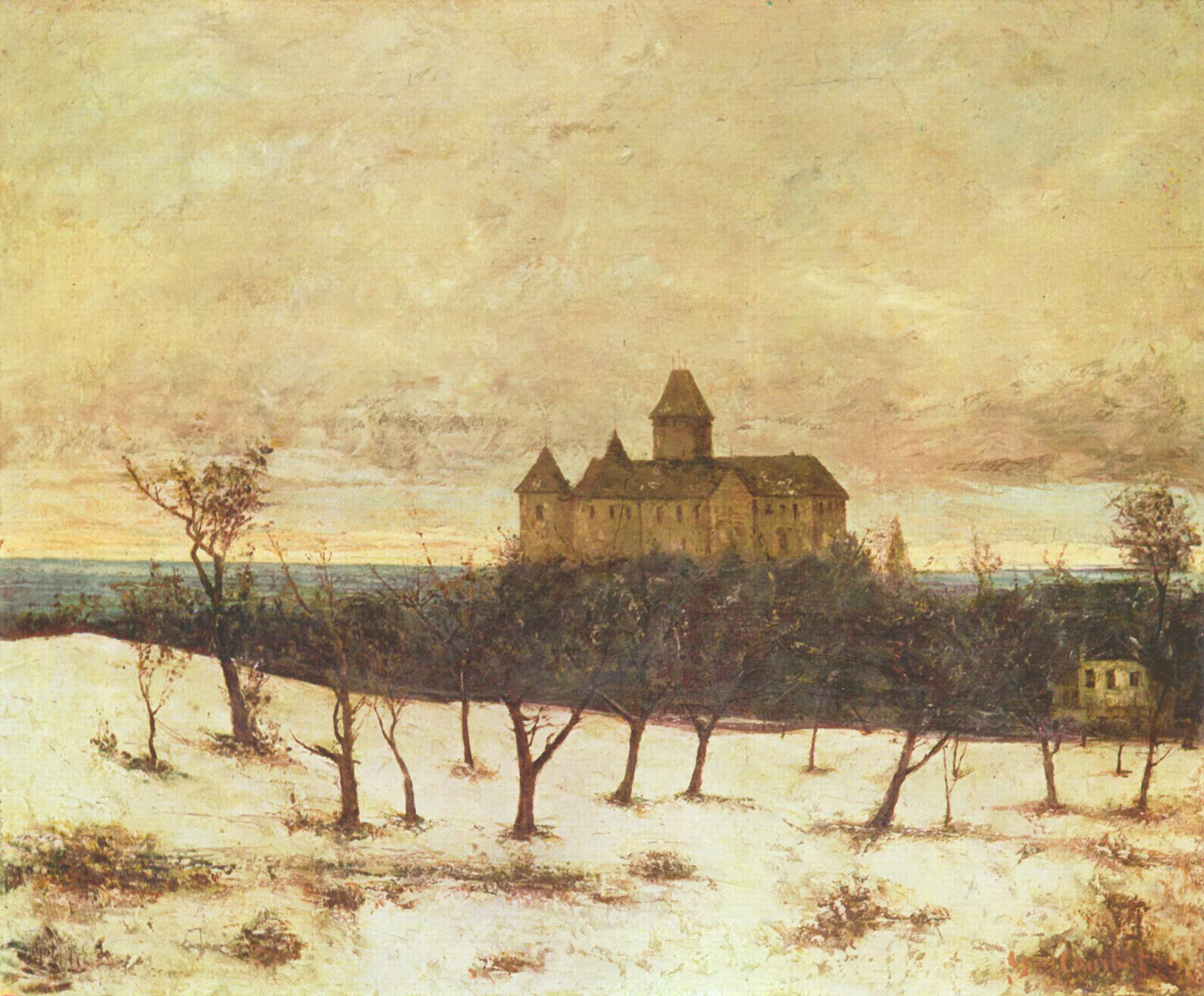
Neuenburgersjön, omkring 1975.

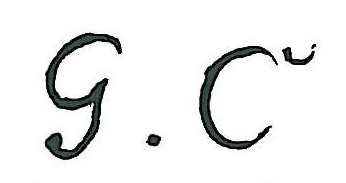
Gustave Courbets signatur.

Det här är en lista över verk av Gustave Courbet.
Listan förtecknar ett nittiotal oljemålningar av Gustave Courbet (1819–77). Vid den sannolikt mest omfattande utställningen av Gustave Courbet som har hållits, den som pågick 2010–11 i Tyskland, Frankrike och USA, ställdes 120 målningar ut. Detta var den största Courbet-utställningen på 30 år. Närmast tidigare utställdes ett stort antal verk av Gustave Courbet år 2008 i Grand Palais i Paris.
Sammanlagt har Gustave Courbet gjort omkring 1 000 verk

## Museer med flera verk av Gustave Courbet, i urval
- Musée Fabre i Montpellier i Frankrike
- Musée d'Orsay i Paris i Frankrike
- Metropolitan Museum of Art i New York i USA
- Musée Gustave Courbet i Ornans i Frankrike
- Nationalmuseum i Stockholm (sex verk, inklusive Jo, den vackra irländskan)
- Tikanojas konsthem i Vasa (tre verk)

## Mest berömda verk
Gustave Courbets mest berömda verk är Ateljén, som ställdes ut 1855 i Courbets privata utställningshall Pavillon du Réalisme och som var både ett konstmanifest och en provokation mot de konventionella konstinstitutionerna. Verket hade tidigare blivit refuserat av Världsutställningen 1855, och i protest mot detta uppförde han med hjälp av en finansiär sin egen utställningshall intill världsutställningen.

## Verk i urval
Samtliga verk nedan är oljemålningar på duk om inget annat anges.

### Före 1845
- Den svarta hyndan, La Biche morte, Musée d'Oran (stulen 1986, återfunnen 2001)[4]
- Barnet och jungfru Maria, L'Enfant et la Vierge, (stulen från Musée d'Oran 1986)
- Porträtt av Régis Courbet, omkring 1840, 73 x 59,5 cm, privatägd.
- Seines utlopp i havet, L'Embouchure de la Seine, 1841, Palais des Beaux-Arts de Lille
- Självporträtt med svart hund, 1842, 27 x 23 cm, Musée de Pontarlier
- Porträtt av Paul Ansout, 1842–43, 81 x 62,5 cm, Château-musée de Dieppe
- Den förtvivlade, självporträtt, Portrait de l'artiste dit Le Désespéré, 1843–45, 45 x 54 cm,  privatägd
- Courbet med svart hund, Courbet au chien noir, 1842–44, Petit Palais i Paris
- Den sårade mannen, L'Homme blessé, 1844, 81,5 x 97,5 cm, Musée d'Orsay i Paris
- De älskande på landet , Les Amants dans la campagne, 1844, 77 x 60 cm,  Musée des Beaux-Arts de Lyon
- Le Coup des dames, 1844, 25 x 34 cm, Adolfo Hausers samling i Caracas
- Loth och hans döttrar, 1844, 89 x 116 cm,  privatägd

### 1845 - 1849
- Hängmattan, Le Hamac, 1844, 71 x 97 cm, Kunst Museum Winterthur, Schweiz
- Porträtt av Juliette Courbet, 1844, 72 x 62 cm, Petit Palais i Paris
- Ung man, kallad gitarristen, i ett landskap, Jeune homme dans un paysage dit Le Guitarrero, 1844, 55 x 41 cm,  privatägd
- Ung kvinna vid balansstången, eller badande Sara, Jeune fille à la balançoire ou Sara la Baigneuse, 1845, olja på pannå, 69 x 52 cm,  Musée des Beaux-Arts de Nantes
- Skulptören. Le Sculpteur, 1845, 55 x 41 cm,  privatägd
- Porträtt av artisten, vilket kallas Mannen med läderbältet, Portrait de l'artiste dit L'Homme à la ceinture de cuir, 1845–46, 100 x 82 cm,  Musée d'Orsay i Paris
- Porträtt av H. J. Van Wisselingh, 1846, 57,2 x 46 cm, Kimbell Art Museum i Fort Worth
- Porträtt av Urbain Cuenot, 1846, 55,5 x 46,5,  Musée Courbet i Ornans
- Skogsstig i snö, Sentier enneigé en forêt, Musée des Beaux-Arts et d'Archéologie de Châlons-en-Champagne i Brasilien
- Zélie Courbet, 1847, 47 x 46 cm, São Paulos konstmuseum
- Cellisten, självporträtt, Le Celliste, autoportrait, 1847, Nationalmuseum i Stockholm
- Porträtt av Baudelaire, omkring 1848, 54 x 65 cm,  Musée Fabre i Montpellier
- Mannen med pipan (självporträtt), L'Homme à la pipe, 1848–49, 45 x 37 cm,  Musée Fabre i Montpellier
- Stenbrytarna, Les Casseurs de pierres, 1849, 159 x 259 cm, förstörd vid de allierades bombning av Dresden i februari 1945
- Stenbrytaren, Le Casseur de pierres, 1849, 45 x 54,5 cm,  version med endast den äldre av stenbrytarna, privatägd i Milano
- Eftermiddag i Ornans, L'Après-dînée à Ornans 1848–49, 195 × 257 cm,  Palais des Beaux-arts i Lille

### 1850-talet
- Begravning i Ornans, Un enterrement à Ornans, 1850, Musée d'Orsay i Paris
- Porträtt av Hector Berlioz, 1850, 61 x 48 cm, Musée d'Orsay i Paris
- Bönder från Flagey på väg till marknaden, 1850, 208,5 x 275,5 cm, Musée des Beaux-Arts i Besançon
- Byflickorna, Les Demoiselles de village, 1851, x 261 cm, Metropolitan Museum of Art i New York
- Porträtt av Adolphe Marlet, 1851, 56 x 46 cm , National Gallery of Ireland i Dublin
- De badande, Les Baigneuses, 1853, 227 x 193 cm,  Musée Fabre i Montpellier
- Den insomnade spinnerskan, La Fileuse endormie, 1853, Musée Fabre i Montpellier
- Porträtt av Alfred Bruyas, 1853, 91 x 72 cm, Musée Fabre i Montpellier
- Courbet au col rayé, 1854, 46 x 37 cm, Musée Fabre i Montpellier
- Mötet eller Goddag herr Courbet, Le rencontre eller Bonjour Monsieur Courbet, 1854, 129 x 149 cm, Musée Fabre i Montpellier
- Havsstränderna i Palavas, Les Bords de la mer à Palavas, 1854, Musée des Beaux-Arts André Malraux i Le Havre
- Havsstranden i Palavas, Le Bord de la mer à Palavas, 1854, 27 x 46 cm, Musée Fabre i Montpellier
- Vetesikterskorna, Les Cribleuses de blé, 1854, Musée des Beaux-Arts de Nantes
- Vy av Ornans, mitten av 1850-talet, 73 x 92,1 cm, Metropolitan Museum of Art i New York
- Mor Grégoire, La Mère Grégoire, 1855–59, 129 x 97.5 cm, Art Institute of Chicago
- Ateljén, L'Atelier du peintre, 1855, Musée d'Orsay i Paris
- Klippan klockan tio vid Ornans, Les roches de dix heurs, 1855, 85,5 x 160 cm, Musée d'Orsay i Paris
- Unga kvinnor vid Seinestranden, Les Demoiselles des bords de la Seine, 1856, 174 x 206 cm, Petit Palais i Paris
- Kyrkoherdefrun, La Curée, 1856, 210,2 x 183,5, Museum of Fine Arts, Boston
- Bretonskan i departementet Indre, La Bretonnerie dans le département de l'Indre, 1856,  60,8 x 73,3 cm, National Gallery of Art i Washington D.C.
- Porträtt av herr Gueymard, artist på Parisoperan, Portrait de M. Gueymard, artiste de l'Opéra, 1857, 148,6 x 406,7 cm,  Metropolitan Museum of Art i New York
- Bron vid Ambrussum, Le Pont d'Ambrussum, 1857, olja på papper klistat på pannå, 48 x 63 cm, Musée Fabre i Montpellier
- Havet vid Palavas, La Mer à Palavas, 1858, Musée Fabre i Montpellier
- Porträtt av Madame de Brayer, 1858, 91,4 x 72,7 cm, Metropolitan Museum of Art i New York
- Kvinnan från Frankfurt, La Dame de Francfort, 1858, 104 x 104 cm,  Wallraf-Richartzmuseet i Köln
- Vy av Frankfurt am Main, 1858, 53,5 x 78 cm, Städelsches Kunstinstitut i Frankfurt am Main
- Den tyske jägaren, Le Chasseur allemand, 1858, Musée des Beaux-arts i Lons-le-Saunier

### 1860-talet
- Porträtt av grevinnan Karoly, 1861, privatägd
- Tillbakalutande naken kvinna. Femme nue couchée, 1862
- Ung kvinna som arrangerar blommor, 1862, Toledo Museum of Art i Ohio i USA
- Källan, La Source, 1862, 120 x 71,3 cm, Metropolitan Museum of Art i New York
- Återfärd från mötet, Le Retour de la Conférence, 1863, förstörd
- Floden Loues källa, La Source de la Loue, 1863, 84 x 106,5 cm, Kunsthaus Zürich
- Porträtt av Laure Borreau, 1863, 81 x 59 cm, Cleveland Museum of Art i USA
- De vita strumporna, Les Bas Blancs, 1860-talet, 61 x 84, Barnes Foundation i Merion i Philadelphia i USA
- Eken i Flagey, kallad Vercingétorix ek, Le Chêne de Flagey, appelé Chêne de Vercingétorix  1864, 89 x 110 cm, Murauchi Art Museum i Tokyo
- Floden Loues källor, Les Sources de la Loue, 1864, 80 x 100 cm,  Kungliga museet för sköna konster i Belgien i Bryssel
- Proudhon och hans barn, Proudhon et ses enfants, 1865, Petit Palais i Paris
- Madame Proudhon, 1865
- Den kvinnliga matrosen, Marine, 1865, 53,5 x 64 cm, Wallraf-Richartzmuseet i Köln
- De tre engelskorna i fönstret, Les Trois Anglaises à la fenêtre, 1865, 92,5 x 72,5 cm, Ny Carlsberg Glyptotek i Köpenhamn
- Den täckta ån eller den svarta källans å, Le Ruisseau couvert ou Le Ruisseau du Puits noir, 1865, 94 x 135 cm, Musée d'Orsay
- Tillbakalutad kvinna, Femme couchée, 1865–66, 77 x 128 cm, Eremitaget i Sankt Petersburg
- Kvinna med papegoja, La Femme au perroquet, 1866, 129,5 x 195,6 cm, Metropolitan Museum of Art i New York
- Världens ursprung, L'Origine du monde, 1866, Musée d'Orsay i Paris
- Sömnen, Le Sommeil, 1866, 135 x 200 cm, Petit Palais i Paris
- Tromben, La Trombe, 1866, 43 x 56 cm, Philadelphia Museum of Art
- Byns fattiga kvinna, La Pauvresse de village, 1866, 86 x 126 cm,  privatägd.
- Återförandet av hjortarna på vintern, La Remise des chevreuils en hiver, 1866, 54 x 72,5, Musée des Beaux-Arts de Lyon
- Dorfausgang vintertid, 1865–70, 44 x 54 cm, Städelsches Kunstinstitut i Frankfurt am Main
- Hjorten Hallali eller Episoden med drevjakten i snötäckt landskap, L'Hallali du cerf ou Épisode de chasse à courre sur un terrain de neige, 1867, 355 x 505 cm,  Musée des Beaux-Arts et d'Archéologie i Besançon
- Jo, den vackra irländskan, Jo l'Irlandaise, 1866, 54 x 65 cm, Nationalmuseum i Stocckholm
- Under slutet av skördesäsongen, Pendant le reste de la saison de récolte, 1867, 71 x 91,5 cm, Petit Palais i Paris
- Kvinnan i böljan, La Femme à la vague, 1868, 65 x 54 cm, New York, Metropolitan Museum of Art
- Naken kvinna med hund, Femme nue au chien, 1868, 65 x 81 cm, Musée d'Orsay i Paris
- Vinter, L'hivérs, 1868, 61 x 88 cm
- Vågor, Vague, 1869, Musée Malraux i Le Havre
- Böljan, La Vague, omkring 1869/70, 63 x 91,5 cm, Städelsches Kunstinstitut i Frankfurt am Main
- Lugnt hav, Mer calme, 1869, Metropolitan Museum of Art i New York
- Klippan vid Étretat efter storrmen, La Falaise d'Étretat, après l'orage, 1869, 162 x 133 cm
- Klippan vid Étretat, La Falaise d'Étretat, 1869, 93 x 114 cm, Von der Heydt-Museum i Wuppertal
- Vintern, L'Hiver, 1868, 61 x 81 cm,  privatägd
- Porträtt av Chenavard, 1869, 54 x 46 cm, Musée des Beaux-Arts de Lyon

### Från 1870
- Landskap, Paysage, okänt årtal, olja på pannå, 18 x 22 cm, Tikanojas konsthem i Vasa
- Forellen, La Truite (uppbåst och skadad, en hänsyftning på konstnärens öde), 1871, huile sur toile,52,5 x 87 cm, Kunsthaus Zürich
- Självporträtt i Sainte-Pélagie, Portrait de l'artiste à Sainte-Pélagie, omkring 1872, 92 x 72 cm,  Musée Courbet i Ornans
- Äppelstilleben, 1871–72, 50,5 x 61,5 cm, Neue Pinakothek i München
- Le Château de Chillon, 1874, 80 x 100 cm,  Musée Gustave Courbet i  Ornans
- Solbad vid Lac Léman, Coucher de soleil sur le Léman, 1874, 55 x 65 cm,  Musée Jenisch i Vevey
- Vinmakerskan i Montreux, La Vigneronne de Montreux , 1874, 100 x 81.5 cm, Musée cantonal des Beaux-arts i Lausanne
- Lac Leman med sovande sol, Le Lac Léman soleil couchant, omkring 1876, 74 x 100 cm,  Kunstmuseum Saint-Gall i Schweiz
- Neuenburgersjön, omkring 1875, 50 x 60 cm, Magyar Szépmüvészeti Múzeum i Budapest
- Stort panorama över Alperna, Dents du Midi, Grand panorama des Alpes, la Dent du Midi, 1877, 151 x 203 cm, Cleveland Museum of Art